# Онуфер Валерій Георгійович
Валерій Георгійович Онуфер (нар. 10 лютого 1954, Ужгород, СРСР — пом. 21 лютого 2011, Ужгород, Закарпатська область, Україна) — радянський та український футбольний арбітр.

## Життєпис
Здобув вищу освіту в Львівському політехнічному коледжі.

### Кар'єра футболіста
Як футболіст розпочав свою кар'єру в дублі львівських «Карпат». Пізніше грав у збірній Закарпатської області, декілька разів отримував запрошення від ФК «Закарпаття». У 1984 році лікарі заборонили займатися футболом через постійні травми.

### Кар'єра арбітра
Кар’єру арбітра Валерій Онуфер розпочав працюючи на матчах чемпіонату та Кубку СРСР. 
10 лютого 1992 року провів поєдинок 1/32 фіналу Кубку України між командами «Поділля» (Хмельницький) — «Буковина» (Чернівці), що став першим офіційним після того, як український футбол став самостійним.
2000 року судив фінал кубку України «Динамо» (Київ) — «Кривбас» (Кривий Ріг).

### Кубок України
| Дата           | Місце              | Стадія | Матч                               | Рахунок | Глядачів |
| -------------- | ------------------ | ------ | ---------------------------------- | ------- | -------- |
| 27 травня 2000 | Олімпійський, Київ | фінал  | Динамо (Київ)–Кривбас (Кривий Ріг) | 1:0     | 45 500   |

### Міжнародна кар'єра
У 1996 році Комітет арбітрів Федерації футболу України рекомендували надати статус судді міжнародного рівня, а ФІФА підтримало цю пропозицію. Обслуговував декілька матчів національних збірних та міжнародних клубних змагань. У рейтингу українських футбольних суддів посідає 5-те місце, завдяки роботі на Чемпіонаті світу, й вважається одним з найкращих футбольних суддів у країні. У 2000 році, досягши 45-річного віку, завершив суддівську діяльність. Після цього працював на матчах УПЛ як інспектор ФФУ. Відсудив 1 міжнародний матч.

### Чемпіонат Європи
Обслуговував матч кваліфікації Чемпіонат Європи 2000 року, який мав відбутися в Бельгії та Нідерландах.
| Дата           | Місце                    | Стадія                    | Матч               | Рахунок | Глядачів |
| -------------- | ------------------------ | ------------------------- | ------------------ | ------- | -------- |
| 14 жовтня 1998 | Олімпійський, Серравалле | кваліфікація (6-та група) | Сан-Марино–Австрії | 1:4     | 1 218    |

Після тривалої хвороби помер 21 лютого 2011 року, на 57-му році життя, в Ужгороді. Похований на ужгородському цвинтарі (Домоня).